# 美国空军作战中心
美国空军作战中心（英語：United States Air Force Warfare Center, USAFWC）是一个位于内华达州内利斯空军基地、直接向美国空军空战司令部汇报的机构。它成立于1966年9月1日，最初名为美国空军戰術战机武器中心（U.S. Air Force Tactical Fighter Weapons Center），2005年改为现在的名字。